# Josie Antello
Josie Antello (Petrópolis, 12 de janeiro de 1971) é uma atriz brasileira.

## Biografia
Desde cedo apresentou o gosto pela arte, ingressando, aos treze anos, em uma escola de teatro, apoiada pela família, a qual sempre esteve presente nas ambições de Josie. Fez faculdade e foi a outros países, aprimorar seu dom artístico. Também é preparadora corporal e formada em dança indiana.
Conseguiu notoriedade ao interpretar a dona de casa Amélia, na novela Duas Caras, de Aguinaldo Silva. Até então ela só havia feito pequenas participações, em programas como A Diarista, Os Normais, Sete Pecados.
Estreou no cinema em Filme de Amor, de Júlio Bressane, como Matilda, a protagonista do filme, junto com Hilda, interpretada por Bel Garcia, e Gaspar, personagem de Fernando Eiras.
No ano seguinte, participou da novela Negócio da China, de Miguel Falabella, como Lausanne, a secretária da academia de Kung Fu, situada no Parque das Nações, bairro fictício da novela.
Participou do seriado Os Caras de Pau onde interpretou vários personagens.
Em 2013, foi escalada para a nova novela Amor à Vida, de Walcyr Carrasco interpretando a personagem Adriana.

## Filmografia

### Televisão
| Ano     | Título                      | Personagem         | Notas                                                  |
| ------- | --------------------------- | ------------------ | ------------------------------------------------------ |
| 1998    | Torre de Babel              | Marieta            |                                                        |
| 2000    | Laços de Família            | Neuza              |                                                        |
| 2001    | Os Normais                  | Sônia              |                                                        |
| 2001    | Sítio do Picapau Amarelo    | Dona Carochinha    |                                                        |
| 2003    | Terra dos Meninos Pelados   | Dona Laranjeira    |                                                        |
| 2003    | Sob Nova Direção            | Joana              | Especial de fim de ano                                 |
| 2004    | A Diarista                  | Melissa            | Episódios: "Parece Mas Não É" "Emergente Como a Gente" |
| 2005    | A Lua Me Disse              | Sirikiki           |                                                        |
| 2006    | Cobras & Lagartos           | Sarajane           |                                                        |
| 2007    | Teca na TV                  | Marília            |                                                        |
| 2007    | Duas Caras                  | Amélia             |                                                        |
| 2008    | Negócio da China            | Lausanne           |                                                        |
| 2010–13 | Os Caras de Pau             | Vários Personagens |                                                        |
| 2013    | Amor à Vida                 | Adriana Nascimento |                                                        |
| 2014    | Malhação Sonhos             | Rute Oliveira      |                                                        |
| 2016    | Terminadores                | Teresa             | Episódio: "Negócios de Família"                        |
| 2016    | Chapa Quente                | Alicinha           | Episódio: "Aniversário do Genesinho"                   |
| 2017–22 | Sob Pressão                 | Rosa               |                                                        |
| 2017    | Filhos da Pátria            | Mirtes Albuquerque | Episódio: "Filhos da Pátria"                           |
| 2019    | Malhação: Vidas Brasileiras | Quitéria           |                                                        |
| 2019    | Eu, a Vó e a Boi            | Rhonda             |                                                        |
| 2020    | Sob Pressão: Plantão Covid  | Rosa               |                                                        |
| 2023    | A Vida pela Frente          | Néia               |                                                        |
| 2023    | Terra e Paixão              | Madame Cordélia    | Episódios: "16–17 de agosto"                           |
| 2023    | B.O                         | Zuleide            |                                                        |

### Cinema
| Ano  | Título                            | Papel            | Notas          |
| ---- | --------------------------------- | ---------------- | -------------- |
| 2001 | Xuxa e os Duendes                 | Duende histérica |                |
| 2003 | Filme de Amor                     | Matilda          |                |
| 2005 | Coisa de Mulher                   | Freguesa         |                |
| 2006 | Xuxa Gêmeas                       | Recepcionista    |                |
| 2007 | Cleópatra                         | Arsínoe III      |                |
| 2010 | Podia Ser Pior                    | Josie            |                |
| 2013 | Bovarius Flavus                   | Mãe de Joaquim   | Curta-metragem |
| 2013 | Educação Sentimental              | Áurea            |                |
| 2018 | Chacrinha: O Velho Guerreiro      | Rosemary         |                |
| 2023 | Capitu e o Capítulo               | Jovem Senhora    |                |
| 2024 | Fazendo Meu Filme                 | Bruna            |                |
| 2024 | Mallandro, o Errado Que Deu Certo | Fonoaudióloga    |                |

## Prêmios e indicações
| Ano  | Prêmio                | Categoria                                | Trabalho                   | Resultado |
| ---- | --------------------- | ---------------------------------------- | -------------------------- | --------- |
| 2020 | Prêmio Contigo! de TV | Melhor Atriz Coadjuvante de Novela/série | Sob Pressão: Plantão Covid | Indicada  |